# Zweihäusige Kermesbeere

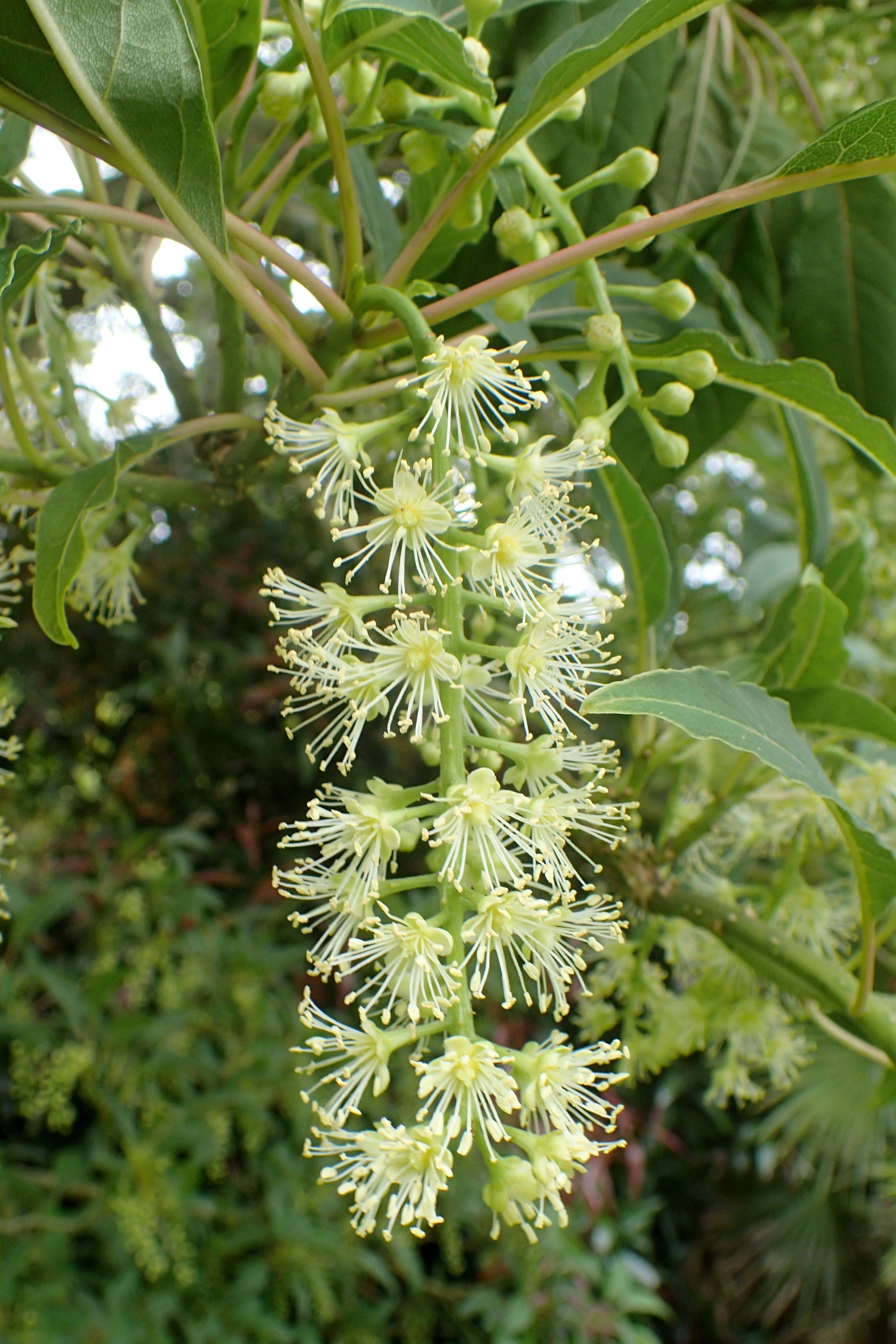
Männlicher Blütenstand

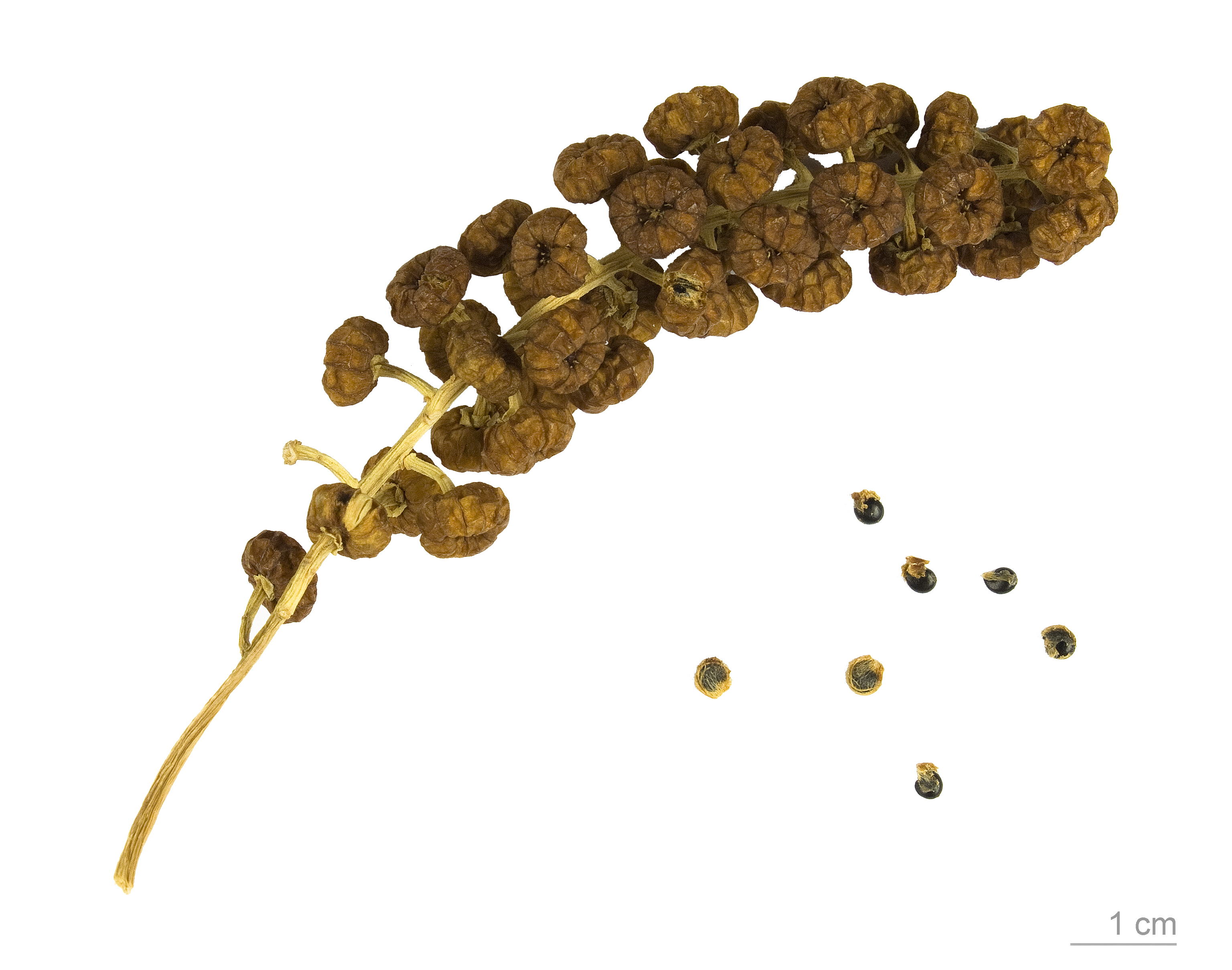
Phytolacca dioica, Früchte und Samen

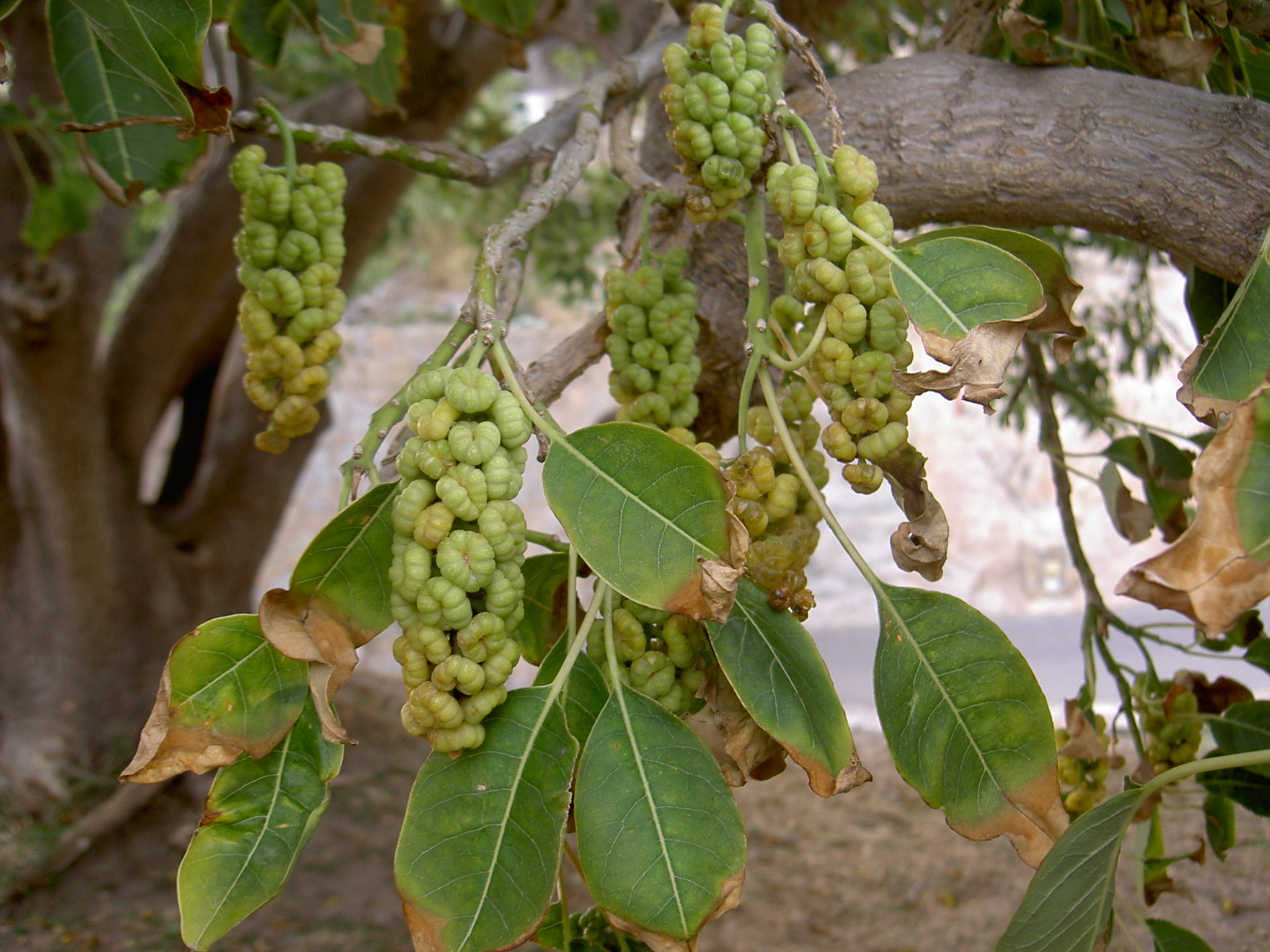
Einfache Blätter und Fruchtstände mit Beeren

Die Zweihäusige Kermesbeere (Phytolacca dioica), auch Ombubaum, spanisch Ombú oder englisch „Elephant Tree“ (übersetzt „Elefantenbaum“) genannt, ist eine Pflanzenart aus der Gattung der Kermesbeeren (Phytolacca) innerhalb der Familie der Kermesbeerengewächse (Phytolaccaceae).
Die Zweihäusige Kermesbeere wächst in der Pampa Südamerikas.

## Beschreibung
Die Zweihäusige Kermesbeere wächst als immergrüner Baum der Wuchshöhen von 12 bis über 18 Metern erreicht, der Durchmesser der schirmähnlichen, teils weit ausladenden Baumkrone kann bis über 20 Meter betragen. Der Stammdurchmesser kann bis über 4 Meter erreichen. Die Zweihäusige Kermesbeere wächst schnell, aber – wie bei tropischen Bäumen üblich – ohne Jahresringe. Der Stamm ist weich genug, um ihn mit einem Messer durchzuschneiden. Die hellgraue bis rot-braune, glatte Borke wird im Alter rissig.
Da der Saft der Pflanze giftig ist, wird sie von Pflanzenfressern gemieden. Darüber hinaus ist die Zweihäusige Kermesbeere gegen Heuschrecken und andere Plagen immun.
Die wechselständig angeordneten und gestielten, ganzrandigen, einfachen Laubblätter sind ledrig, elliptisch bis eiförmig und 6 bis 15 cm lang. Sie sind kahl, mit auffallender, deutlich hervorgehobener, aufgehellter Mittelrippe und parallelen, bogigen Blattadern. An der Spitze sind sie rundspitzig bis bespitzt oder spitz, seltener eingebuchtet. Die immergrünen bis halbimmergrünen Blätter färben sich vor dem Laubfall erst gelb, später purpurfarben.
Die Zweihäusige Kermesbeere ist, im Gegensatz zu den meisten Arten der Gattung, zweihäusig getrenntgeschlechtig (diözisch).
In hängenden, manchmal auch aufrechten, dichten und endständigen, traubigen Blütenständen befinden sich viele Blüten. Die radiärsymmetrischen, fünfzähligen und kurz gestielten, sehr kleinen Blüten sind eingeschlechtig mit einfacher Blütenhülle. Es sind sehr kleine Trag- und Vorblätter ausgebildet. Es sind nur fünf grün-weißliche, 2–3 Millimeter lange, breit-eiförmige Blütenhüllblätter vorhanden. Die männlichen Blüten enthalten 20 bis 30 vorstehende Staubblätter und einen Pistillode. Die weiblichen Blüten sind minimal kleiner, sie besitzen einen kugeligen, oberständigen und vielkammerigen Fruchtknoten mit 6 bis 7 kurzen Griffel und 10 Staminodien. Es ist jeweils ein Diskus vorhanden.
Es werden 8–12-lappige, -fächrige, rundliche und etwas abgeflachte, anfänglich gelbe, zur Reife schwärzliche, glatte, gelappte Beeren mit beständigem Perianth gebildet. In jedem Fach ist jeweils ein Samen. Die abgeflachten, rundlichen Samen sind glatt, glänzend und schwärzlich und 2,5–3 Millimeter groß. Die Früchte bleiben oft noch länger am Baum hängen.

## Bedeutung
Die Zweihäusige Kermesbeere ist ein Symbol Uruguays, Argentiniens sowie der Gauchos. Ihr Kronendach ist schon von Weitem identifizierbar und sie bietet Schutz vor der Sonne und Regen. Dort wird er auch Bella Sombra (= schöner Schatten) genannt.